# Bō-jutsu
Ne doit pas être confondu avec Jō-jutsu.
Le bō-jutsu (棒術) est un art martial japonais qui enseigne le maniement du bâton long (bō) par opposition au jō-jutsu qui est, quant à lui, la technique du bâton court. Le bō-jutsu est étudié séparément ou bien en complément des disciplines à mains nues de certaines formes de karaté ou aïkido, ou comme partie intégrante d'un système d'armes kobudo ou kendo.
Le maniement du bō est semblable à celui du bâton long utilisé au Moyen Âge en Europe par les paysans. Le bâton le plus utilisé était le rokushaku-bo. Au Japon, on le pratique sans protection particulière, mais les « assauts libres » sont généralement absents.
L'entraînement est basé sur l'apprentissage des katas, séquences de combats codifiées contre un ou plusieurs adversaires, d'abord seul, puis avec des partenaires.
Les moines guerriers du XVIe siècle en firent leur discipline de prédilection.
À l'époque des Tokugawa (1603-1838), le bō en bois fut utilisé par la police shogunale pour affronter les brigands armés de sabres.

## Masakatsu bō-jutsu
O-sensei Morihei Ueshiba, fondateur de l'aïkido, créa aussi une école de bō-jutsu.

## Différents styles
Il existe différents styles de bō-jutsu. Entre autres, on peut différencier les styles utilisant les coulissés du bâton (influencés par le yari, la lance) de ceux du kobudo d'Okinawa, préférant souvent tenir l'arme aux premiers et deuxièmes tiers de l'arme pour frapper des deux bouts.
L'essence du mouvement reste le BO, faire tourner un bâton est probablement la chose la plus ancienne de l'homme. Prenez ne serait-ce qu'un manche à balai et vous allez comprendre ce qu'est "l'essence du mouvement".

## Figures dubō-jutsu
- Iizasa Chōisai Ienao (1387-1488).